# Vodenjak (Ist)
Vodenjak je nenaseljeni otočić u hrvatskom dijelu Jadranskog mora.
Njegova površina iznosi 0,117 km². Dužina obalne crte iznosi 1,84 km.